# Brigada de Poliție cu Destinație Specială „Fulger”
Brigada de Poliție cu Destinație Specială (BPDS) „Fulger” este o unitate specială de poliție, parte a Inspectoratului General de Poliție din subordinea Ministerului Afacerilor Interne al Republicii Moldova, specializată în operațiuni de aplicare a legii.

## Formarea brigăzii
Brigada de Poliție cu destinație specială „Fulger” (inițial Brigada de poliție cu destinație specială) a fost constituită în baza forțelor detașamentului special de poliție în conformitate cu Decretul Guvernului Republicii Moldova nr. 677-4 din 5 decembrie 1991.. Această zi este sărbătorită de brigadă nu numai ca ziua formării ei, ci și ca o zi de amintire a soldaților săi căzuți.
Din 1991 până în 1992, unitatea specială a participat activ la conflictul transnistrean de partea autorităților moldovenești. În 1992, în conformitate cu Decretul Președintelui Republicii Moldova, „Fulger” a primit drapel de luptă. În timpul conflictului, brigada a pierdut 33 de oameni uciși, 260 dintre angajații săi au fost răniți. Din acel moment, a fost considerată una dintre cele mai elite și pregătite pentru luptă unități ale Ministerului Afacerilor Interne al Republicii Moldova.

## Echipamente
Brigada este înarmată cu transportoare blindate și arme de calibru mic. 
În 2016, s-a raportat că batalionul 22 de menținere a păcii[ro] al Forțelor Terestre ale Moldovei și brigada Fulger ar primi echipament polonez.
La 23 ianuarie 2018, Ambasada SUA în Moldova a transferat poliției moldovenești 56 de aparate radio TETRA (52 portabile și 4 mobile), dintre care 45 (inclusiv 42 portabile și 3 mobile) au fost transferate brigadei Fulger. Transferul s-a realizat în cadrul proiectului Programului ONU pentru Dezvoltare pentru a sprijini Moldova în realizarea reformei poliției – în timpul implementării aceluiași proiect, brigada Fulger a primit alte 17 scuturi balistice.

## Dinsticții

### BPDS „Fulger”
- Ordinul Ștefan cel Mare (5 decembrie 2011, decret al Președintelui Republicii Moldova) - în înaltă recunoaștere a contribuției semnificative la asigurarea ordinii și a legii, pentru merite deosebite în lupta împotriva criminalității și devotamentul manifestat de personalul din îndeplinirea îndatoririi oficiale.

### Personal
Începând cu anul 2010, au fost acordate premii de stat pentru acțiunile întreprinse pe câmpurile de luptă în timpul conflictului transnistrean:
- 3 persoane - Ordinul Republicii (2 postmortem)
- 72 de persoane - Ordinul lui Stefan cel Mare (28 postmortem)
- 73 persoane - medalie „Meritul Militar”
- 74 persoane - medalia „Pentru Vitejie”

Din 1993 până în 2010, următoarele au fost premiate de stat pentru activități fructuoase și rezultate înalte obținute în timpul operațiunilor speciale:
- 3 persoane - Ordinul „Credință Patriei”
- 14 persoane - medalie „Meritul Militar”
- 3 persoane - medalie „Pentru Vitejie”